# Symphonica in Rosso (Doe Maar)
Symphonica in Rosso is een livealbum en dvd van Doe Maar uit 2012. Beide zijn opgenomen tijdens de concerten in de reeks Symphonica in Rosso, die in 2006 gestart is door Marco Borsato. Doe Maar gaf de concerten op 13, 17, 19 en 20 oktober 2012 in een uitverkochte Gelredome. De begeleiding werd verzorgd door Guido's Orchestra. Er traden ook enkele gastmusici op onder wie Gers Pardoel.

## Tracklist
| 1.                 | Doe maar net alsof               | 5:14 |
| 2.                 | Zoek het zelf maar uit           | 3:46 |
| 3.                 | Okee                             | 4:09 |
| 4.                 | Pa                               | 3:50 |
| 5.                 | Hé, hé                           | 5:05 |
| 6.                 | Nachtzuster                      | 3:49 |
| 7.                 | Heroïne                          | 3:35 |
| 8.                 | Ruma Saja                        | 4:42 |
| 9.                 | Nederwiet                        | 9:02 |
| 10.                | Dansen met Alice                 | 3:08 |
| 11.                | Is dit alles                     | 6:41 |
| 12.                | De vrolijke padvinder / Winnetoe | 3:48 |
| Totale duur: 56:58 |                                  |      |

| 1.                 | Radeloos                           | 6:52 |
| 2.                 | Tijd genoeg                        | 4:18 |
| 3.                 | Alles gaat voorbij                 | 4:34 |
| 4.                 | Het leven gaat door                | 1:50 |
| 5.                 | Er verandert niks                  | 0:34 |
| 6.                 | Liever dan lief (met Gers Pardoel) | 3:18 |
| 7.                 | Doris Day                          | 3:46 |
| 8.                 | Sinds 1 dag of 2 (32 jaar)         | 5:20 |
| 9.                 | Belle Hélène                       | 3:10 |
| 10.                | De bom                             | 3:09 |
| 11.                | Repelsteel                         | 2:58 |
| 12.                | 1 Nacht alleen                     | 4:39 |
| 13.                | Smoorverliefd                      | 4:24 |
| 14.                | Nooit meer slapen                  | 0:51 |
| 15.                | De laatste x                       | 4:55 |
| 16.                | Walska                             | 1:22 |
| Totale duur: 55:59 |                                    |      |

## Hitnoteringen

### NederlandseAlbum Top 100
| Hitnotering (week 1 t/m 17): 07-12-2012 t/m 30-03-2013 Hitnotering (week 18): 20-04-2013 Hitnotering (week 19): 04-05-2013 | Hitnotering (week 1 t/m 17): 07-12-2012 t/m 30-03-2013 Hitnotering (week 18): 20-04-2013 Hitnotering (week 19): 04-05-2013 | Hitnotering (week 1 t/m 17): 07-12-2012 t/m 30-03-2013 Hitnotering (week 18): 20-04-2013 Hitnotering (week 19): 04-05-2013 | Hitnotering (week 1 t/m 17): 07-12-2012 t/m 30-03-2013 Hitnotering (week 18): 20-04-2013 Hitnotering (week 19): 04-05-2013 | Hitnotering (week 1 t/m 17): 07-12-2012 t/m 30-03-2013 Hitnotering (week 18): 20-04-2013 Hitnotering (week 19): 04-05-2013 | Hitnotering (week 1 t/m 17): 07-12-2012 t/m 30-03-2013 Hitnotering (week 18): 20-04-2013 Hitnotering (week 19): 04-05-2013 | Hitnotering (week 1 t/m 17): 07-12-2012 t/m 30-03-2013 Hitnotering (week 18): 20-04-2013 Hitnotering (week 19): 04-05-2013 | Hitnotering (week 1 t/m 17): 07-12-2012 t/m 30-03-2013 Hitnotering (week 18): 20-04-2013 Hitnotering (week 19): 04-05-2013 | Hitnotering (week 1 t/m 17): 07-12-2012 t/m 30-03-2013 Hitnotering (week 18): 20-04-2013 Hitnotering (week 19): 04-05-2013 | Hitnotering (week 1 t/m 17): 07-12-2012 t/m 30-03-2013 Hitnotering (week 18): 20-04-2013 Hitnotering (week 19): 04-05-2013 | Hitnotering (week 1 t/m 17): 07-12-2012 t/m 30-03-2013 Hitnotering (week 18): 20-04-2013 Hitnotering (week 19): 04-05-2013 | Hitnotering (week 1 t/m 17): 07-12-2012 t/m 30-03-2013 Hitnotering (week 18): 20-04-2013 Hitnotering (week 19): 04-05-2013 |
| Week: | 1 | 2 | 3 | 4 | 5 | 6 | 7 | 8 | 9 | 10 | 11 |
| --- | --- | --- | --- | --- | --- | --- | --- | --- | --- | --- | --- |
| Positie: | 1 | 3 | 3 | 3 | 2 | 5 | 19 | 22 | 27 | 30 | 19 |
| Week: | 12 | 13 | 14 | 15 | 16 | 17 | | 18 | | 19 | |
| Positie: | 31 | 37 | 67 | 64 | 84 | 96 | uit | 66 | uit | 79 | uit |

### VlaamseUltratop 200Albums
| Hitnotering (week 1): 08-12-2012 Hitnotering (week 2 t/m 3): 02-02-2013 t/m 09-02-2013 Hitnotering (week 4): 23-02-2013 | Hitnotering (week 1): 08-12-2012 Hitnotering (week 2 t/m 3): 02-02-2013 t/m 09-02-2013 Hitnotering (week 4): 23-02-2013 | Hitnotering (week 1): 08-12-2012 Hitnotering (week 2 t/m 3): 02-02-2013 t/m 09-02-2013 Hitnotering (week 4): 23-02-2013 | Hitnotering (week 1): 08-12-2012 Hitnotering (week 2 t/m 3): 02-02-2013 t/m 09-02-2013 Hitnotering (week 4): 23-02-2013 | Hitnotering (week 1): 08-12-2012 Hitnotering (week 2 t/m 3): 02-02-2013 t/m 09-02-2013 Hitnotering (week 4): 23-02-2013 | Hitnotering (week 1): 08-12-2012 Hitnotering (week 2 t/m 3): 02-02-2013 t/m 09-02-2013 Hitnotering (week 4): 23-02-2013 | Hitnotering (week 1): 08-12-2012 Hitnotering (week 2 t/m 3): 02-02-2013 t/m 09-02-2013 Hitnotering (week 4): 23-02-2013 | Hitnotering (week 1): 08-12-2012 Hitnotering (week 2 t/m 3): 02-02-2013 t/m 09-02-2013 Hitnotering (week 4): 23-02-2013 |
| Week: | 1 | | 2 | 3 | | 4 | |
| --- | --- | --- | --- | --- | --- | --- | --- |
| Positie: | 157 | uit | 153 | 175 | uit | 153 | uit |